# Чечевиця тайванська
Чечевиця тайванська (Carpodacus formosanus) — вид горобцеподібних птахів родини в'юркових (Fringillidae). Ендемік Тайваню. Тайванська чечевиця раніше вважалася підвидом вишневої чечевиці.

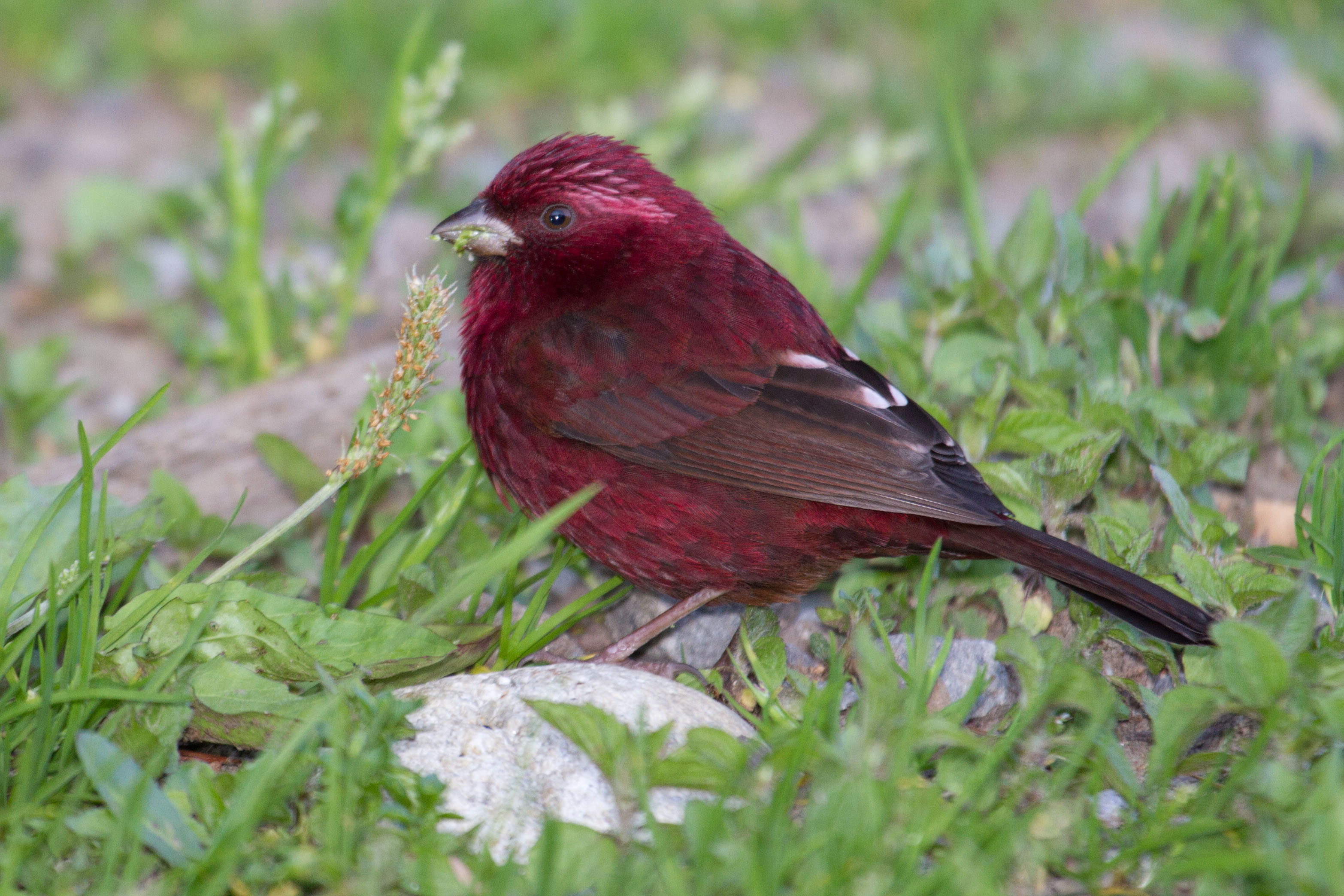
Самець тайваньської чечевиці

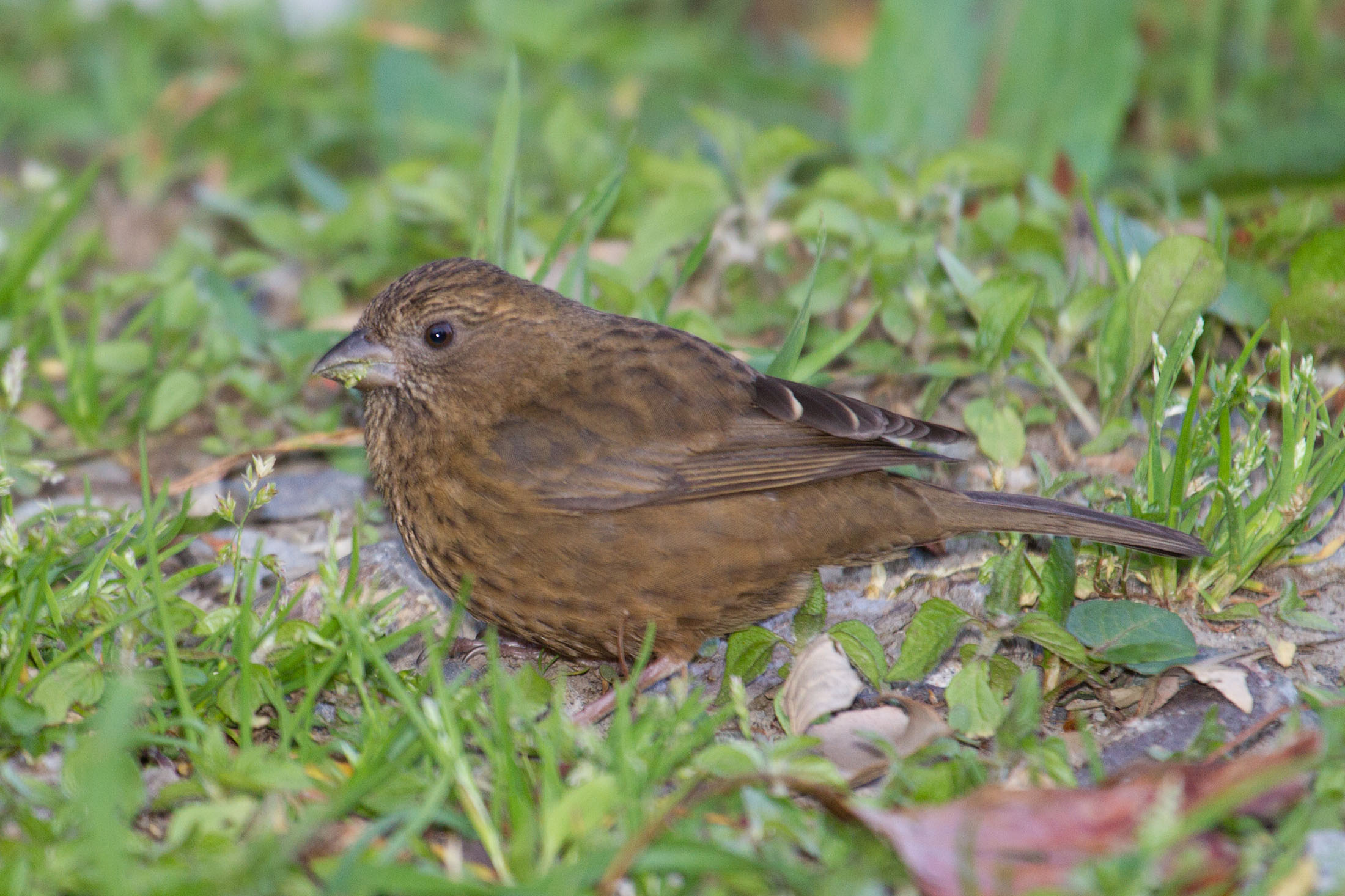
Самиця тайваньської чечевиці

## Опис
Довжина птаха становить 15-16 см. Виду притаманний статевий диморфізм. Самці мають переважно темно-червоне забарвлення, над очима у них рожевуваті "брови". Крила і хвіст коричневі, нижні покривні пера мають білі края. Живіт і стегна мають коричнюватий відтінок. Самиці мають переважно коричневе забарвлення, нижня частина тіла у них має охристий відтінок, крила і хвіст більш темні. Очі червонувато-карі, дзьоб і лапи чорнуваті.

## Поширення і екологія
Тайванські чечевиці мешкають в центральних гірських районах Тайваню. Вон живуть у вологих гірських субтропічних лісах з густим підліском, на узліссях і в бамбукових заростях, на висоті від 1970 до 3400 м над рівнем моря, переважно на висоті від 2280 до 2875 м над рівнем моря. Зустрічаються парами або зграйками, живляться насінням, а також ягодами і плодами, іноді дрібними безхребетними.